# Heřmanov u Křižanova

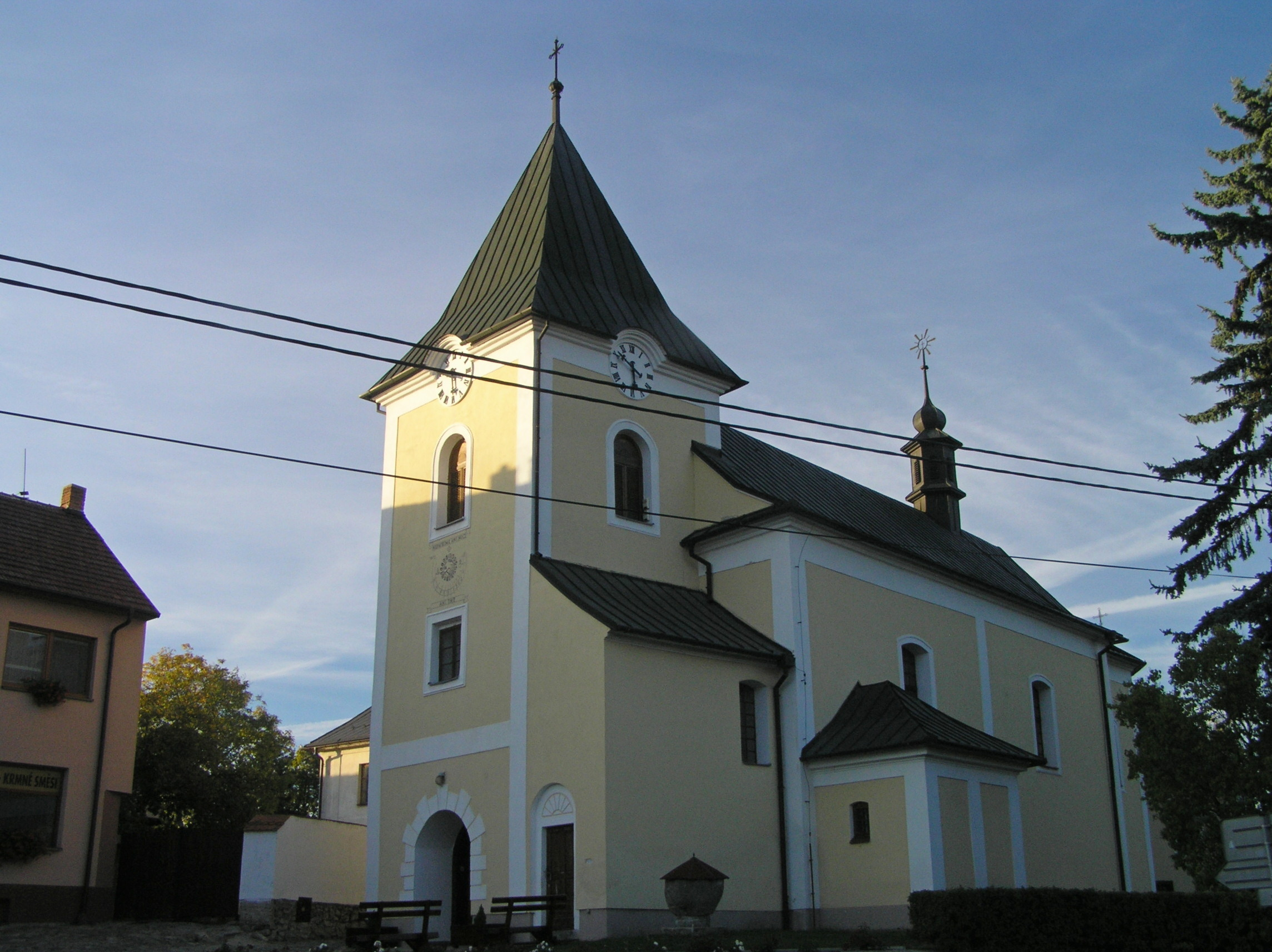
Kirche des hl. Nikolaus

Heřmanov (deutsch Hermannschlag) ist eine Gemeinde in Tschechien. Sie liegt 13 Kilometer östlich von Velké Meziříčí und gehört zum Okres Žďár nad Sázavou.

## Geographie
Heřmanov befindet sich in der zur Böhmisch-Mährischen Höhe gehörigen Křižanovská vrchovina (Krischanauer Bergland) auf einem Höhenrücken. Am nordöstlichen Ortsrand liegt der Teich Panský rybník. Nördlich erhebt sich der Křiblík (582 m), im Osten der Strážnice (583 m), südlich der Malý kamenný vrch (592 m) und im Südwesten die Svatá hora (679 m).
Nachbarorte sind Dolní Libochová im Norden, Nová Ves und Radňoves im Nordosten, Vidonín im Osten, Milešín im Südosten, Ondrušky und Skřinářov im Süden, Rohy und Ořechov im Südwesten, Kadolec und Křižanov im Westen sowie Bojanov und Kundratice im Nordwesten.

## Geschichte
Hermanschlag wurde im 13. Jahrhundert im Zuge der Besiedlung der Wälder des Böhmisch-Mährischen Höhe durch den Deutschritterorden und deutsche Kolonisten gegründet. Erstmals urkundlich erwähnt wurde das um einen breiten Dorfanger angelegte Dorf im Jahre 1349 zusammen mit Březské und Březka als Teil des Heinrich von Ossowa gehörigen Gutes Bochdalau. Seit 1428 ist die Existenz einer Pfarrkirche belegt. 1437 gehörte das Dorf zur Herrschaft Náměšť nad Oslavou und wurde durch die Brüder Wenzel und Georg von Krawarn in der Landtafel dem Matthäus von Schwanberg zugeschrieben. Das Gut Hermannschlag bildete seither eine Exklave der Grafschaft Namiescht, die innerhalb des Iglauer Kreises lag, jedoch zum Znaimer Kreis gehörte. 1752 erwarben die Grafen Haugwitz den Besitz.
Im Jahre 1842 bestand das Dorf Hermanschlag aus 37 Häusern, in denen 287 Personen lebten. Unter herrschaftlichen Patronat standen die zum Groß Meseritscher Dekanat gehörige Pfarre, Kirche St. Nikolaus und die Schule. Im Ort gab es zudem ein herrschaftliches Branntweinhaus, einen Meierhof und ein Wirtshaus. Hermanschlag war Pfarrort für Mileschin, Widonin, Radnowes, Neudorf, Mezyboř (Meziboří), Bojanow (Bojanov) und Kadoletz. Bis zur Mitte des 19. Jahrhunderts blieb Hermanschlag dem mit der Fideikommissgrafschaft Namiescht verbundenen gleichnamigen landtäflichen Gut untertänig.
Nach der Aufhebung der Patrimonialherrschaften bildete Hermannschlag / Hermašlak ab 1849 mit den Ortsteilen Milešín, Vidonín und Neudorf eine Gemeinde im Gerichtsbezirk Groß Meseritsch und wurde den Iglauer Kreis zugeordnet. Ab 1869 gehörte Hermannschlag zum Bezirk Groß Meseritsch. In den 1870er Jahren entstand der tschechische Name Heřmanice, der wenig später in Heřmanov abgewandelt wurde. 1875 löste sich Vidonín, 1878 Milešín und 1882 Nová Ves los und bildeten eigene Gemeinden. Beim Zensus von 1921 lebten in den 46 Häusern des Dorfes 308 Personen, darunter 305 Tschechen. Am 1. Jänner 1931 verzichtete Heinrich von Haugwitz gegen eine Abfindung von 35.000 Kronen auf sein Patronat über Hermannschlag. Ab 1948 gehörte die Gemeinde Heřmanov zum Okres Velká Bíteš. Im Zuge der Gebietsreform und der Aufhebung des Okres Velká Bíteš kam die Gemeinde am 1. Juli 1960 zum Okres Žďár nad Sázavou.
Die katholische Pfarre Heřmanov umfasst die Ortschaften Bojanov, Meziboří, Milešín, Nová Ves, Radňoves, Strážek und Vidonín.

## Ortsgliederung
Für die Gemeinde Heřmanov sind keine Ortsteile ausgewiesen.

## Persönlichkeiten
- Václav Ždímal (1890–1942), tschechoslowakischer Offizier

## Sehenswürdigkeiten

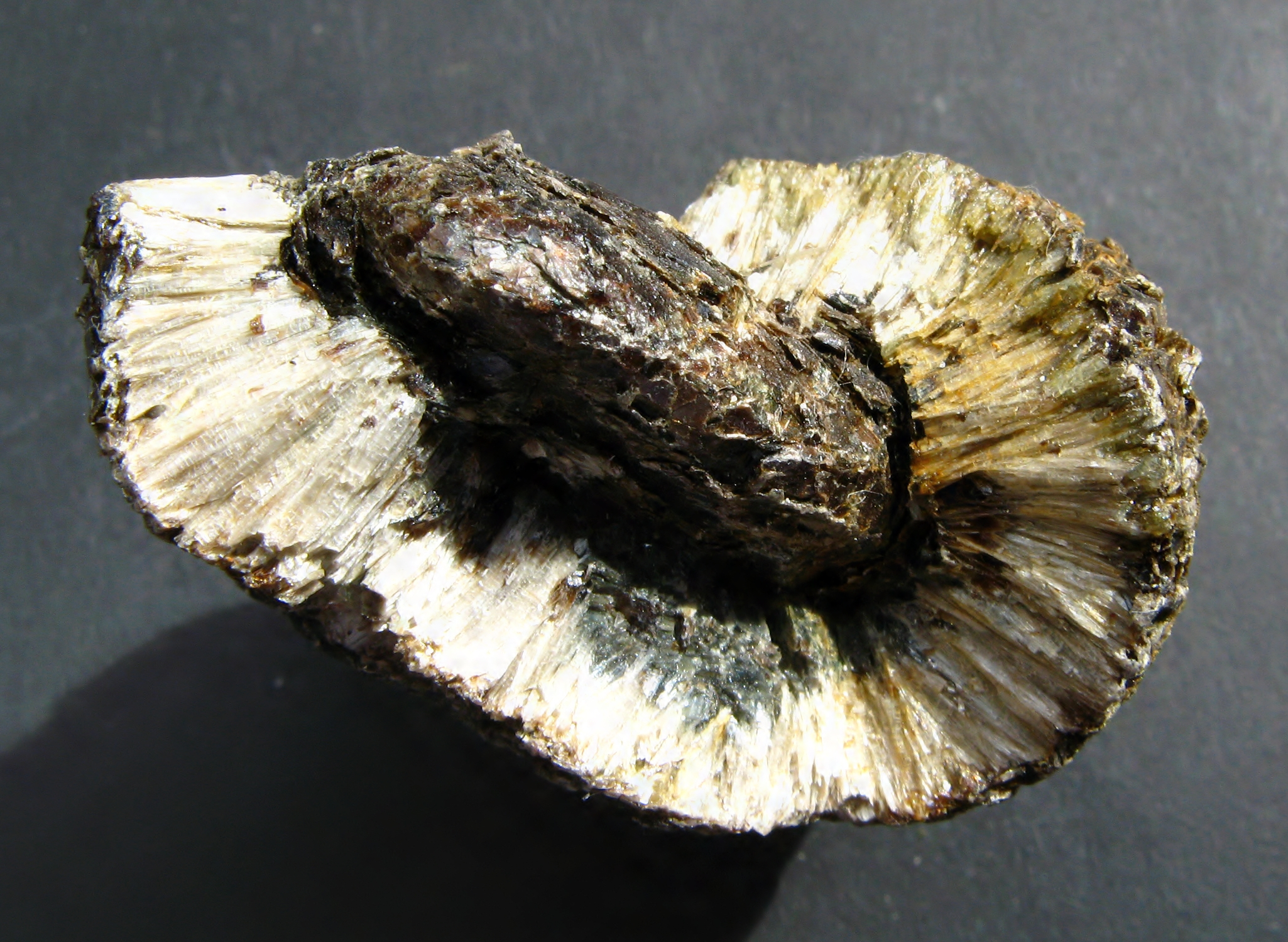
Hermanover Kugel

- barocke Pfarrkirche St. Nikolaus, errichtet 1731 auf Kosten der Grafschaft Namiescht und des Saarer Abtes Wenzel Weymluwa anstelle eines gotischen Vorgängerbaus aus dem 14. Jahrhundert
- Pfarrhaus, erbaut 1799
- Sühnkreuz, an der Straße nach Křižanov
- Naturschutzgebiet Heřmanov, südlich des Dorfes an der Straße nach Skřinářov. Das seit dem 19. Oktober 1979 bestehende 1,89 ha große Schutzgebiet ist eine bedeutende Mineralienfundstätte und bisher einziger Fundort der sogenannten Heřmanovské koule (deutsch: Hermanover Kugeln oder Hermanova-Kugeln), eines eiförmigen Aggregats aus Phlogopit-Kern und Anthophyllit-Kruste.[5]